# Nomascus hainanus
Nomascus hainanus (Номаскус хайнанський) — вид приматів з роду Nomascus родини Гібонові. До 2007 цей таксон розглядався як підвид Nomascus nasutus. На основі ДНК тестування і точного аналізу звуку було ухвалено, що це окремий вид.

## Поширення
Цей вид є ендеміком о. Хайнань, Китай. В даний час обмежується англ. Bawangling Nature Reserve на західній стороні острова Хайнань. До 1960 був поширений по всьому острову. Живе у залишку лісу на схилах між 650 і 1200 м над рівнем моря.

## Морфологія
Зовні нагадує Nomascus nasutus. 

## Стиль життя
Це денний, деревний і в основному плодоїдний вид. Розмір групи, як повідомляється, в діапазоні від 4 до 8 осіб. 

## Загрози та охорона
Існує ще тиск від полювання. В останні роки середовище проживання, яке залишилось було захищене. Цей вид занесений в Додаток I СІТЕС. Наскільки відомо він повністю обмежується англ. Bawangling Nature Reserve на острові Хайнань.